# 광숭초등학교
광숭초등학교는 대한민국 경기도 양주시에 있는 공립 초등학교이다.

## 학교 연혁
- 2006. 03. 01 광숭초등학교 6학급인가
- 2006. 03. 01 초대 이희창 교장 취임
- 2006. 03. 01 광숭초등학교 병설유치원 2학급 인가
- 2006. 05. 01 1학년 1학급 증설(7학급)
- 2006. 06. 07 광숭초등학교 개교식
- 2006. 09. 01 3학년 1학급 증설(8학급)
- 2006. 09. 04 2학년 1학급 증설(9학급)
- 2006. 11. 15 5학년 1학급 증설(10학급)
- 2006. 11. 20 4학년 1학급 증설(11학급)
- 2006. 12. 13 1학년 1학급 증설(12학급)
- 2007. 02. 13 제1회 졸업(남19명, 여18명, 계 37명)
- 2007. 03. 05 3,4학년 2학급 증설(17학급) 및 학습도움반 증설(1학급)
- 2009. 03. 05 1,4학년 2학급 증설(19학급) 및 학습도움(1학급)
- 2010. 03. 01 제2대 최덕순 교장 취임
- 2010. 03. 01 22학급 인가 (특수 1학급 포함)
- 2011. 03. 01 22학급 인가 (특수 1학급 포함)
- 2012. 03. 01 23학급 인가 (특수 2학급 포함)
- 2013. 03. 01 24학급 인가(특수 2학급 포함)
- 2014. 03. 01 28학급 인가(특수 2학급 포함)